# Богуславский, Леонид Антонович
Леони́д Антоно́вич Богусла́вский (1859—1902) — русский подполковник, участник ахал-текинской экспедиции, военный историк.

## Биография
Леонид Богуславский родился в 1859 году. Православного вероисповедания. Происходил из потомственных дворян Екатеринославской губернии. Окончил полный курс Тифлисского реального училища. Выпускник Тифлисского пехотного юнкерского училища по 2-му разряду. Также окончил Офицерскую стрелковую школу.
8 сентября 1877 года рядовым на правах вольноопределяющегося 2-го разряда Богуславский вступил на службу в 13-й гренадерский запасной батальон Эриванского полка. 7 октября 1880 года в чине прапорщика Высочайшим приказом он был переведён в 81-й пехотный Апшеронский полк. В том же году Богуславский в составе этого полка принял участие в Ахал-текинской экспедиции, и в том же году за боевое отличие ему был присвоен чин подпоручика. 12 января 1881 года во время штурма Геок-Тепе, он был контужен пулей в переднюю часть головы и левое бедро. За проявленное мужество Богуславский был награждён орденами Св. Анны 4-й степени с надписью «За храбрость» и Св. Станислава 3-й степени с мечами и бантом.
20 августа 1887 года Богуславский был командирован в Тифлис для составления истории Апшеронского полка. Используя архивные материалы при окружном штабе, он принялся за её составление. В 1891 году Богуславскому был присвоен чин штабс-капитана, а в следующем 1892 году работа была закончена. Тогда же он был командирован в Санкт-Петербург для поднесения истории полка императору Александру III. За свой труд Богуславский был удостоен личной благодарности императора. В 1893 году он был произведён в капитаны, а 26 февраля 1898 года ― в подполковники.

## Смерть
Умер Богуславский в 1902 году от туберкулёзного воспаления лёгких, находясь на должности батальонного командира в 81-м пехотном Апшеронском полку.

## Награды
- орден Св. Анны 4-й ст. с надписью «За храбрость» (1881);
- орден Св. Станислава 3-й ст. с мечами и бантом (1882);
- медаль «За взятие штурмом Геок-Тепе».